# Nemesia macrocephala
Nemesia macrocephala là một loài nhện trong họ Nemesiidae.
Nemesia macrocephala được miêu tả năm 1871 bởi Ausserer.